# Томпкинсвил (Кентаки)
Томпкинсвил (енгл. Tompkinsville) град је у америчкој савезној држави Кентаки.

## Демографија
По попису из 2010. године број становника је 2.402, што је 258 (-9,7%) становника мање него 2000. године.
| Група             | 2000.         | 2010.         |
| Белци             | 2.360 (88,7%) | 2.067 (86,1%) |
| Афроамериканци    | 238 (8,9%)    | 182 (7,6%)    |
| Азијати           | 0 (0,0%)      | 7 (0,3%)      |
| Хиспаноамериканци | 29 (1,1%)     | 100 (4,2%)    |
| Укупно            | 2.660         | 2.402         |